# Bronny James
LeBron Raymone "Bronny" James Jr. (født 6. oktober 2004) er en amerikansk professionel basketballspiller, som spiller for NBA-holdet Los Angeles Lakers. Han er søn af LeBron James, og de blev i 2024 den første far-søn duo til at spille sammen i NBA.

## Klubkarriere

### Los Angeles Lakers
James blev ved NBA draften 2024 valgt af Los Angeles Lakers med det 55. valg, og blev hermed medlem af det hold hvor hans far også spillede. De blev hermed den første far-søn duo til at spille sammen i NBA.

## Privat
James er søn af NBA-stjernen LeBron James. Hans gudfar er Chris Paul.

## Eksterne henvisnigner
- Wikimedia Commons har flere filer relateret til Bronny James
- Bronny James' profil hos Basketball-Reference (engelsk)
- Bronny James' profil hos eurobasket.com (engelsk)
- Bronny James' profil hos RealGM (engelsk)
- Bronny James' profil hos proballers.com (engelsk)